# Xanthorhoe brunneofasciata
Xanthorhoe brunneofasciata är en fjärilsart som beskrevs av Hoffmann 1917. Xanthorhoe brunneofasciata ingår i släktet Xanthorhoe och familjen mätare. Inga underarter finns listade i Catalogue of Life.